# بوزا ستوديوز
بوزا ستوديوز (بالإنجليزية: Bossa Studios)‏ ، هي شركة ألعاب فيديو بريطانية أسست سنة 2010م، وأنتجت بعض الألعاب والتي أشهرها لعبة أنا الخبز.

## مصدر
1. ↑  Josh Halliday (16 سبتمبر 2011). "Elisabeth Murdoch's Shine buys social gaming startup Bossa Studios | Technology | guardian.co.uk". Guardian. مؤرشف من الأصل في 2012-07-28. اطلع عليه بتاريخ 2013-04-01.